# Radziejowice (Garten)

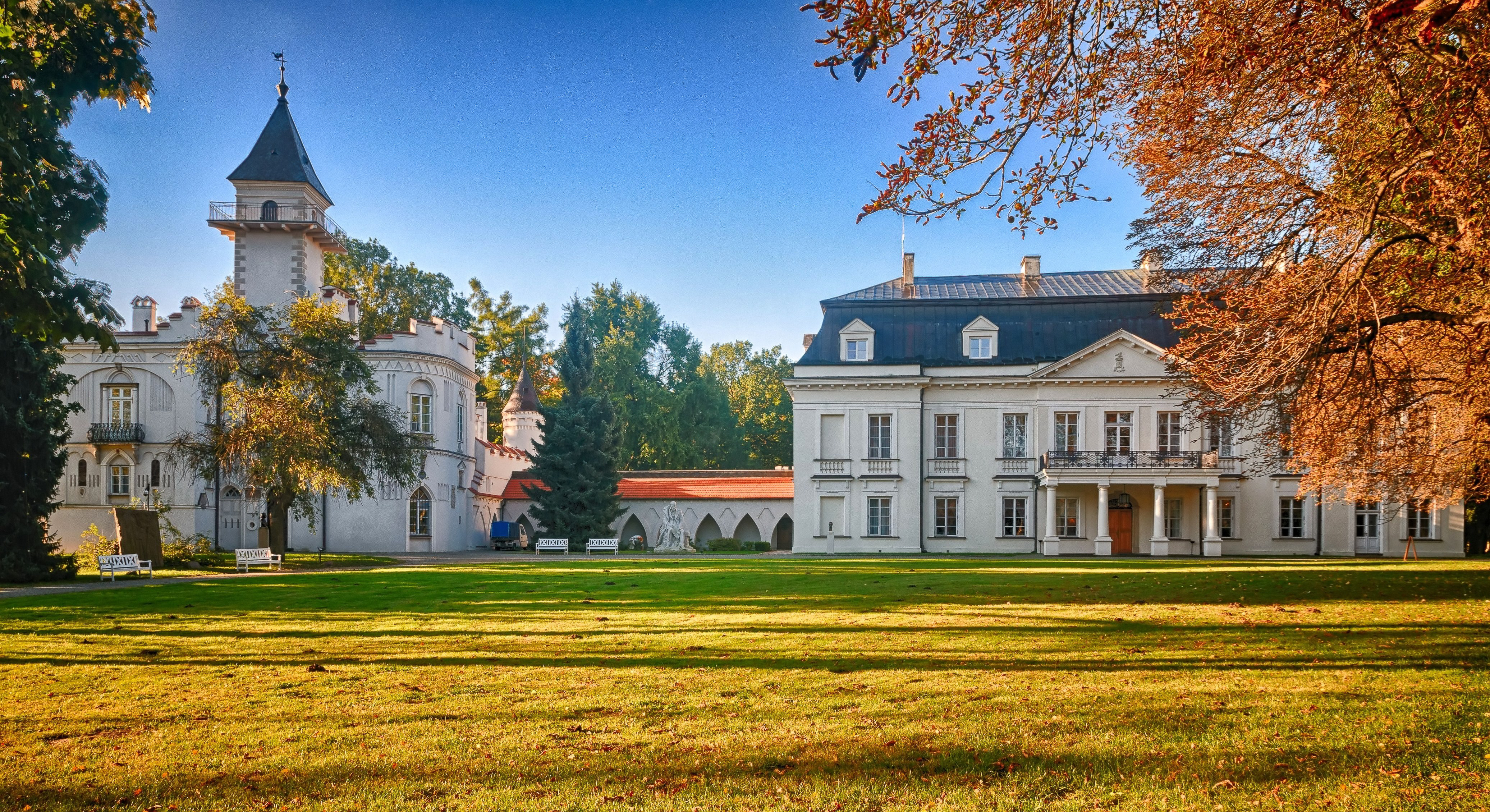
Palast

Radziejowice ist ein von Jakub Kubicki angelegter Englischer Landschaftsgarten beim gleichnamigen Dorf Radziejowice bei Żyrardów, westlich von Warschau.

## Geschichte
An der Stelle des Palastes stand ursprünglich ein gotischer Wohnturm aus dem 15. Jahrhundert, der 1517 im Renaissance-Stil ausgebaut wurde. Jakub Kubicki verpasste ihm seine heute neugotische Form als Schlösschen. Im frühen 17. Jahrhundert ließ der Woiwode von Łęczyca Stanisław Radziejowski hier neben dem Wohnturm ein frühbarockes Schloss errichten, in dem er unter anderem die polnisch-litauischen Könige Sigismund III. Wasa und Władysław IV. Wasa empfing. Später gehörte das Schloss unter anderem dem Primas von Polen Michael Stephan Radziejowski. Die heutige Form erhielt der Palast im 18. Jahrhundert durch Jakub Kubicki, als der dem Marschall des Krontribunals Kazimierz Krasiński gehörte. Der Park wurde 1817 als englischer Landschaftspark ebenfalls von Kubicki und Aleksandra d’Alphonce’a de Saint Omer angelegt.